# Mastophora soberiana
Mastophora soberiana là một loài nhện trong họ Araneidae.
Loài này thuộc chi Mastophora. Mastophora soberiana được Herbert Walter Levi miêu tả năm 2003.